# Princesa Charlotte Cambriška
Princesa Charlotte Cambriška ali Valižanska (rojstno Charlotte Elizabeth Diana), * 2. maj 2015
Charlotte je drugi otrok princa Williama in njegove žene Catherine Cambriške ter vnukinja kralja Karla III. in njegove prve žene Diane. Je četrta v vrsti nasledstva prestola 16 kraljestev Skupnosti narodov.